# Prigioniero di un segreto
Prigioniero di un segreto è un film del 2010 diretto da Carlo Fusco.
La pellicola, prodotta dalla FG Pictures di Francesco Gagliardi, segna l'ultima apparizione cinematografica di Angelo Infanti, morto due anni dopo la fine delle riprese.

## Trama
In un cimitero di automobili, un non-luogo ai confini della società e del tempo, un barbone saggio e un po' filosofo racconta la storia di Stefano.
Stefano, da piccolo bullo problematico si appresta a divenire il boss di una giovane banda criminale. Sarà un provvedimento della preside a far allontanare definitivamente Stefano dall'istituzione, che avrebbe potuto proteggerlo e dirigerlo verso il mondo giusto: avanti a lui ora vedrà solo un futuro fatto di illegalità e violenza. Il culmine lo raggiungerà quando forma una piccola banda insieme al suo unico amico Marco (che si lascerà trascinare nel tunnel della droga) e a Ciro, uno scapestrato dal grilletto facile. Parallelamente a questa vita criminale, Stefano ha modo di conoscere la sfera del sentimento, quello dolce dell'amore: questo grazie all'incontro con Mary. Ma la vita criminale di Stefano continua e in maniera così capillare da attirare l'attenzione di un boss della mafia, Don Alfredo. Coinvolge nelle attività della banda anche Mary, ma la vita della sua "famiglia criminale" è destinata ad un triste epilogo: il suo amico Marco muore di overdose e Stefano è sempre di più intrappolato in quella vita, fatta di scelleratezze. E quando Stefano si convince, grazie a Mary che, stanca di condurre quel tipo di vita, contrasta l'attività criminale della banda, di far di tutto per cambiare vita, si rende conto di quanto il vicolo in cui si è inserito dall'infanzia ormai sia troppo cieco e privo di vie d'uscita, per lui. Nell'ultimo colpo commissionato alla banda, Ciro perde la vita e Stefano viene condotto in carcere. Una strage. A farne le spese sarà anche la storia d'amore tra Stefano e Mary: per amore, Stefano sarà costretto ad allontanarla.